# じきけん
第6号科学衛星じきけん (EXOS-B) は東京大学宇宙航空研究所（後の宇宙科学研究所）が打ち上げたプラズマ圏・磁気圏観測衛星である。開発・製造は日本電気が担当した。

## 目的
当機の観測対象は地球のプラズマ圏から磁気圏である。この範囲における波動現象及びそれに深い関わりをもつ粒子、電場、磁場を観測できるよう、当機は近地点高度と遠地点高度が大きく異なる楕円軌道を設定された。また、人為的に電波や電子ビームを放射することでプラズマに定量的な擾乱を与え、それが励起する波動現象を観測することも目的としている。
当機はその観測能力を生かし、国際磁気圏観測計画 (IMS) に参加した。IMSには当機のほかに「うめ」「うめ2号」「きょっこう」などが参加している。

## 運用
当機は1978年9月16日14時00分に鹿児島宇宙空間観測所からM-3Hロケット3号機で打ち上げられ、近地点227km、遠地点30,051km、軌道傾斜角31.1°の軌道に投入された。打ち上げ後1ヶ月で全ての機器の起動を終えたが、60mアンテナは展開中に不具合が発生したため、観測に支障がない程度まで展開された後、不完全なまま観測体勢に入った。
1981年、60mアンテナが破損したため運用を終了した。